# Повноліття (фільм)
«Повноліття» — радянський звуковий художній фільм 1935 року режисера Бориса Шрейбера, знятий на кіностудії «Бєлгоскіно».

## Сюжет
1918 рік. Окупована німцями Білорусь. Після річної відсутності майстер-ливарник Гедалія повертається до дружини Сари і сина Моті і влаштовується на завод. Син Гедалія Мотя входить в молодіжну групу комуністів-підпільників, і вважає батька «старорежимником», що веде обивательський спосіб життя. Гедалій, утікач з Совдепії і хороший працівник, що регулярно відвідує синагогу, байдужий до політики, користується довірою у господаря заводу, і він доручає йому дізнатися про комуністів на заводі, і з'ясувати хто ж такий Дикий — невловимий керівник підпілля. Керівник підпілля Дикий через зв'язкового матроса Андрія дає групі завдання — підірвати залізничний міст, щоб перешкодити вивезенню німцями продовольства. Дівчину Моті Катю група не бере на завдання, але її, що випадково опинилася в розташуванні німців, заарештовують, боячись тортур вона збирається накласти на себе руки. Андрій відправляє Мотю з запискою до Дикого, щоб отримати у нього динаміт. На домовленій лавці бульвару Мотя з подивом виявляє батька. Група підриває міст. Катю рятує німецький солдат комуніст Ганс Мюллер. Німці тікають від наступаючої Червоної Армії. Гедалій повідомляє своєму колишньому господареві Яворському, що він знайшов Дикого.

## У ролях
- Юхим Альтус — Гедалій
- Ольга Беюл — Сара, його дружина
- Лев Шостак — Мотя, їх син
- Антоніна Брянцева — Катя
- Раїса Єсипова — Таня
- Ісай Зонне — Ганс Мюллер
- Павло Кадочников — Михась
- Леонід Макар'єв — Яворський
- Сергій Поначевний — Мамаєв, вантажник
- Юрій Толубєєв — Андрій, матрос
- А. Семенов — Петро
- Михайло Шуванов — сліпий старий

## Знімальна група
- Режисер — Борис Шрейбер
- Сценарист — Іоганн Зельцер
- Оператор — Давид Шлюглейт
- Композитор — Сергій Мітін
- Художник — Роберт Федор